# 簡公 (甘)
簡公（かんこう）は、春秋時代の甘の君主。王子帯（昭公）の末裔。在位は成公・景公の後である。
簡公の死後、嗣子がいなかったため、弟の悼公を君主に立てた。魯の昭公12年（紀元前530年）10月、悼公は劉の献公によって殺された。